# マルシオ・スタンボスキ
マルシオ・"マカラオ"・スタンボスキ（ブラジルポルトガル語: Márcio "Macarrão" Stambowsky [mˈaɾsiu stɐ̃bˈowʃkj]、1959年2月22日-）はブラジルの格闘家である。ブラジリアン柔術での八段（紅白帯）を有しており、アメリカ合衆国北東部のブラジリアン柔術家のうちでは最高の段位を有し、またホーウス・グレイシーの弟子のうち黒帯を取得し、柔術スキルの高さで知られた「Famous Five」のうちの一人であった。
1980年代のブラジルにおける最高レベルのブラジリアン柔術家のうちの一人と考えられており、またBellator MMAのプロ格闘家であるネイマン・グレイシー・スタンボスキの父でもある。

## 戦績
1980年、スタンボスキはブラジル政府がモスクワオリンピックおよびアメリカでのパンアメリカン競技大会に派遣する代表選手団の一員に選出された。スポンサーとの揉め事のためにオリンピックへの選手団派遣はかなわなかったが、スタンボスキは1981年および1985年のブラジル国内での大会でそれぞれ金メダルを獲得し、1985年にイスラエルで開催されたマカビア競技大会でも銅メダルを獲得した。

## 技術面での貢献
ブラジリアン柔術の草創期において、スタンボスキはクローズドガード、三角絞め、アキレス腱固めの戦術を改革したことで知られていた。総合格闘技において非常に高名な選手であったヒクソン・グレイシーからは、現在ブラジリアン柔術の象徴的な技のひとつとなっている三角絞めを広めた初期の柔術家のひとりとして名前を挙げられている。スタンボスキは影響力の強いメンターおよびコーチとして称賛されており、世界チャンピオンのヘンゾ・グレイシーからは「これまで見た中でも最も美しい柔術（の型）のひとつを実践している」と認められている。

## 私生活
スタンボスキはグレイシー一族と密接な関係を維持し、ロブソン・グレイシーの娘のカーラ・グレイシーと結婚した。スタンボスキには息子のネイマンに加えデボラ・グレイシー・スタンボスキという娘がおり、デボラはグレイシー一族のうちで黒帯を獲得したただ2名の女性柔術家（もう一人はキーラ・グレイシー）のうちの一人である。スタンボスキは2007年にブラジルからアメリカに転居し、コネチカット州ノーウォークを本拠地としてGracie Sports USAおよびTeam Macarra BJJを創設した。

## 師弟関係
前田光世 → カーロス・グレイシー → エリオ・グレイシー → ホーウス・グレイシー → マルシオ・スタンボスキ